# オーストラリアの教育
オーストラリアの教育（Education in Australia）では、オーストラリアの教育制度、教育環境などについて概説する。

## 概要
オーストラリアの教育は、幼児教育 （就学前）と初等教育（小学校）のセクターを含み、中等教育（高校）、高等教育（大学と登録訓練機関（RTO））がそれに続く 。教育の規制と資金提供は主に州と準州の責任で、オーストラリア政府も資金提供の役割を果たしている。オーストラリアの教育は、州または準州および生年月日に応じて、4歳、5歳、または6歳から15歳、16歳、または17歳の間で義務教育化されている 。初等・中等教育では、オーストラリアの学生の約65％が公立学校、約35％が非公立学校で教育を受けている。 高等教育レベルでは、オーストラリアの大学の大部分が公立であり、学生の学費は、債務者が一定の収入に達した時点で返済期限が到来する学生ローン制度を通じて補助されている。子供がオーストラリアの市民権、永住権を保持している場合は、公立学校において中等教育まで義務教育期間の授業料は無料となることが多い。1995 年に実施されたオーストラリア資格フレームワーク（Australian Qualifications Framework）に基づいて、オーストラリアは、高等教育、職業教育・訓練（VET）、学校教育を含む国家資格制度を採用している 。 初等・中等教育については、2010 年以降、オーストラリアの国家カリキュラムが段階的に開発され実施されている。ホームスクーリングも合法的に認められられているが、ごく少数である。
公立校は各州の教育省が管轄しており、州によってカリキュラム、中学校への進学学年、学期制度などが異なる。小学校入学前の就学前教育機関はプリスクールと呼ばれ、チャイルドケアセンター／ロングデイケアやファミリーデイケアなどが含まれる。プリスクールを幼児教育ではなく初等教育の一部とする州もある。小学校はプライマリー・スクールと呼ばれ、男女共学で6年生または7年生まで、中等教育機関はセカンダリー・スクールと呼ばれ、中高一貫で12年生までが通うが、例外はタスマニア州で7年から10年までのハイスクールと11・12年のセカンダリー・カレッジに分かれている。大学やTAFEはターシャリー・エデュケーションと呼ばれる。
初等、中等教育機関には私立校が多く、全体の約3割を占める。キリスト教主義学校とくにカトリックと聖公会に属すものが多い。教会直属の学校のほかに、イギリスと同様、インデペンデント・スクールと呼ばれる学校が多くあり、一部は名門校として知られている。授業料が比較的安いためカトリック系インデペンデント・スクールは人気があり、私立校の一分野を築いている。オーストラリアの私立校は政府から補助金を支給されており、運営費の約半分を占める。
義務教育（高校1年あるいは2年）を終えた時点で終了試験を受け、合格すれば義務教育終了証を得るが、大学に進学しない者も3年生まで通って各州で統一された卒業試験を受ける生徒が多い。大学は卒業試験と高校の最終2年間の成績をもとに入学審査を行う。
オーストラリアの大学は大半が州立大学で、国立が1校、私立が数校ある程度である。大学は留学生の比率が非常に高く、約25％となっており世界最高水準である。職業訓練の要素が強いTAFE（州立）やVET（私立）を選択することもできる。

## 規制と資金調達
オーストラリア政府は憲法上、教育に関する法律を制定する権限を持っていないため 、教育の規制、運営、資金調達は州と準州の責任である。義務教育後の教育は、学校、職業教育・訓練、および高等教育部門における国家資格の統一システムであるオーストラリア資格フレームワークの中で規制されている。オーストラリア政府の教育への関与は、長年にわたりいくつかの省庁の責任となっており、2020年には教育・技能・雇用省が設立される予定である。オーストラリアの学年は州や機関によって異なるが、小中学校では通常1月下旬から2月上旬まで、12月上旬から中旬までで、学期の休暇もわずかに異なり       TAFEカレッジ、    、および各教育機関の季節休暇および休憩がある大学の場合は、2月下旬から11月中旬まで。 

## 教育段階
オーストラリア標準教育分類　Australian Standard Classification of Education（ASCED）
ASCEDは、教育活動と達成度に関するデータの収集と分析に使用する統計的な分類である。ASCEDは2つの分類で構成されている。「教育水準」と「教育分野」の2つの分類から構成されている。教育レベルと教育分野の両方の構成要素を使用して、教育活動の様々な側面に関する統計を報告することができる。
国際標準教育分類（ISCED 2011ver）において、オーストラリアの教育段階を以下に分類している。
| Level | ISCED 2011                   | ASCED |
| ----- | ---------------------------- | --- |
| 0     | Early Childhood education    | No ASCED equivalent, includes accredited early childhood and long day care programmes（ASCEDと同等のものなし、認定された幼児期、長期保育プログラムが含まれる） |
| 1     | Primary                      | Pre-year 1 to Year 6 (in NSW, VIC, TAS, NT, ACT) and Year 7 (in QLD, SA, WA) （1年〜6年・7年生）                                                               |
| 2     | Lower secondary              | Year 7 (in NSW, VIC, TAS, NT, ACT) and Year 8 (in QLD, SA, WA) to Year 10 Certificate I/II（7年・8年生〜10年生、サティフィケート1/2）                          |
| 3     | Upper Secondary              | Year 11 and 12（11年、12年生） Certificate III（サティフィケート3）                                                                                            |
| 4     | Post-secondary non-tertialry | No correspondence（不一致） Certificate IV（サティフィケート4）                                                                                                |
| 5     | Short cycle tertiary         | Associate degree（準学士号） Advanced diploma and diploma（高度専門士もしくは専門士）                                                                          |
| 6     | Bachelor or equivalent       | Bachelor degree, graduate certificate and graduate diploma（学士号、サティフィケートの卒業証明書、専門士の卒業証書）                                           |
| 7     | Mater or equivalent          | Master degree（修士号） |
| 8     | Doctor or equivalent         | Doctor degree（博士号） |

※NSW：ニューサウスウェールズ州、VIC：ビクトリア州、TAS：タスマニア州、NT：北部準州、ACT：首都特別地域、QLD：クイーンズランド州、SA：南オーストラリア州、WA：西オーストラリア州

## 未就学

### 幼児教育
- ISCED level 0
- 幼児教育は、0歳から5歳までの幼児に対して行われる。幼児教育は、保育所、幼稚園または自宅で子どもを預かるファミリーデイケアが一般的である。

### 就学前教育
- ISCED levels 0
- 就学前教育は、小学校に入学前の1年間で行われ、一部の州ではPrepとも呼ばれ、州によって制度や呼び名が違う。対象は、5歳であり、小学校に併設されたクラスに入学する。

## 初等中等教育

統計的な地域によって地理的に細分化された、2011年の国勢調査における地域人口の小学校に通う人々の割合

### 初等教育
- ISCED levels 1
- 初等教育は、１年生から6、7年生まである。対象は、6歳から11歳までであり、小学校が６年間である。

### 前期中等教育
- ISCED level 2
- 中等教育は、初等教育を終えた学生に対して行われ、州によっては前期中等教育（ジュニアスクール）、後期中等教育（シニアスクール）と分けられる。12年生までの中高一貫教育が実施されていることが多い。

### 後期中等教育
・ISCED level 3

地域人口の割合としての中等学校に通う人々の割合

- 終了後は、就職する生徒、大学や専門学校に進学する生徒がいる。TAFEと呼ばれる公立の専門学校がある。

## 高等教育
・ISCED levels 5，6，7，8
・高等教育は、準学士号、高度専門士レベル、学士号、大学院の修士号、最高位の博士号がある。

地域人口の割合としての高等教育機関に通う人々の割合

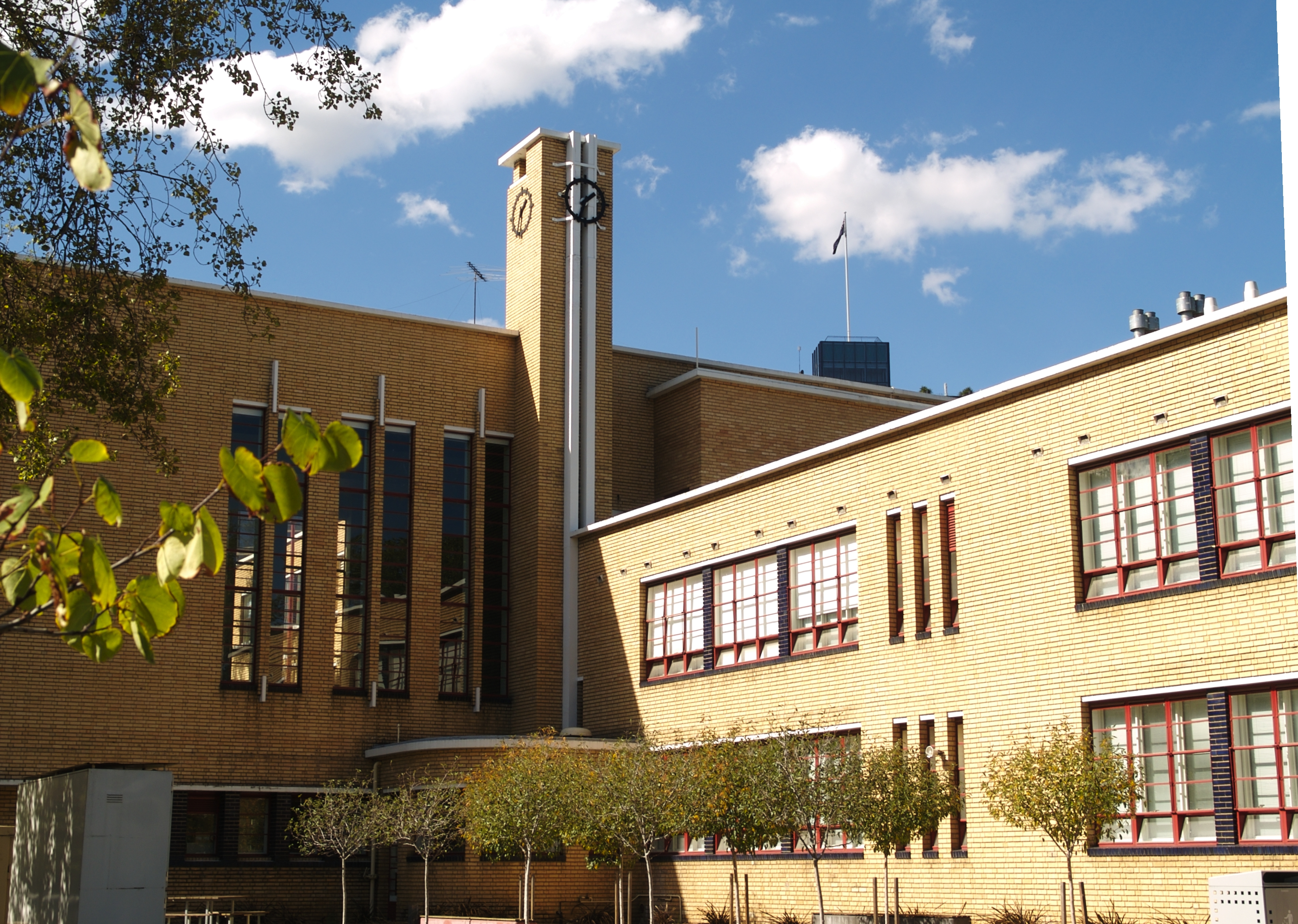
2007年に撮影されたメルボルンCBDにある公立学校のロバートソン女子高校。

#### 公立学校

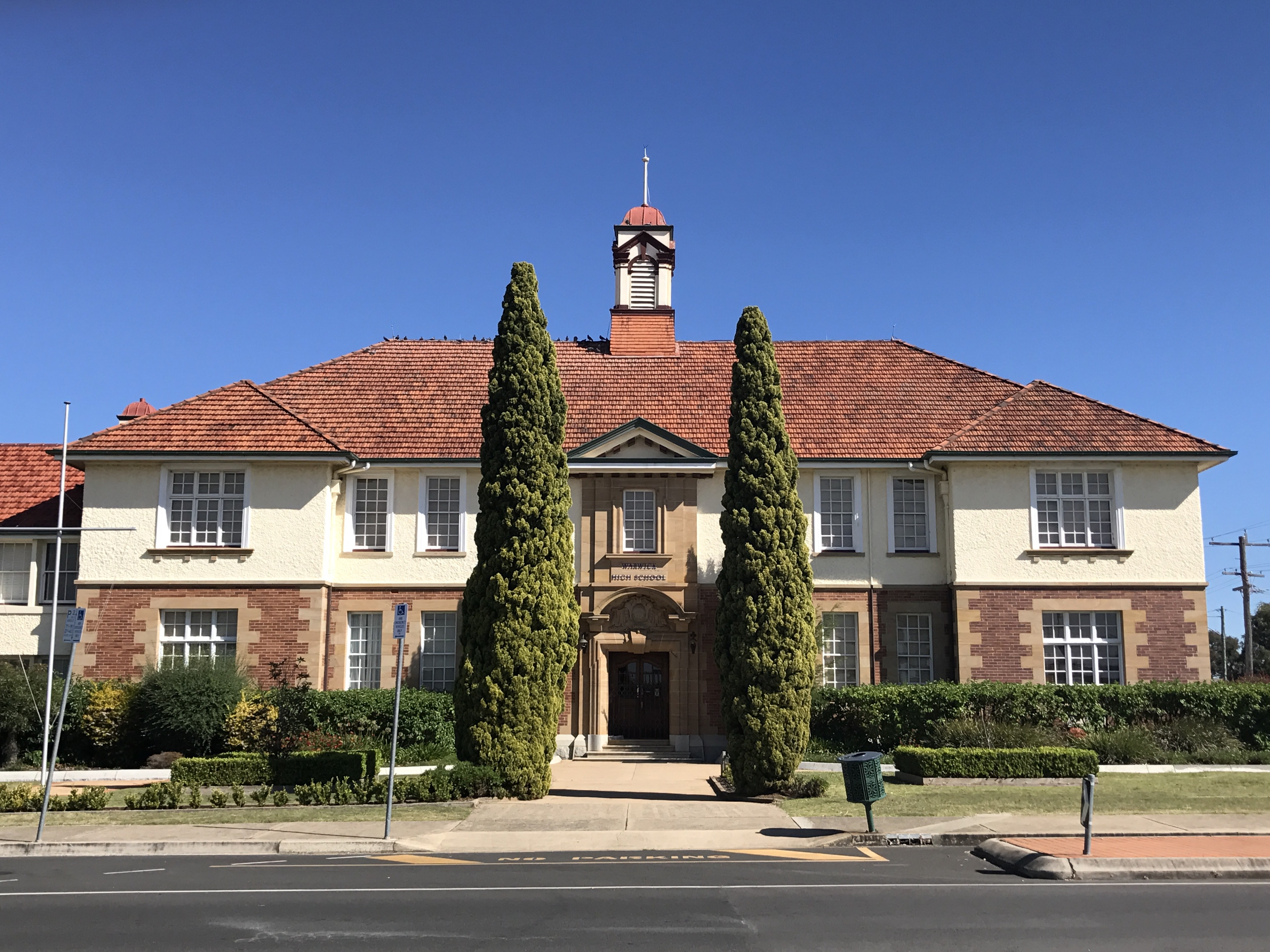
ワーウィック高等学校、政府の学校Warwick、クイーンズランド州、2007年。

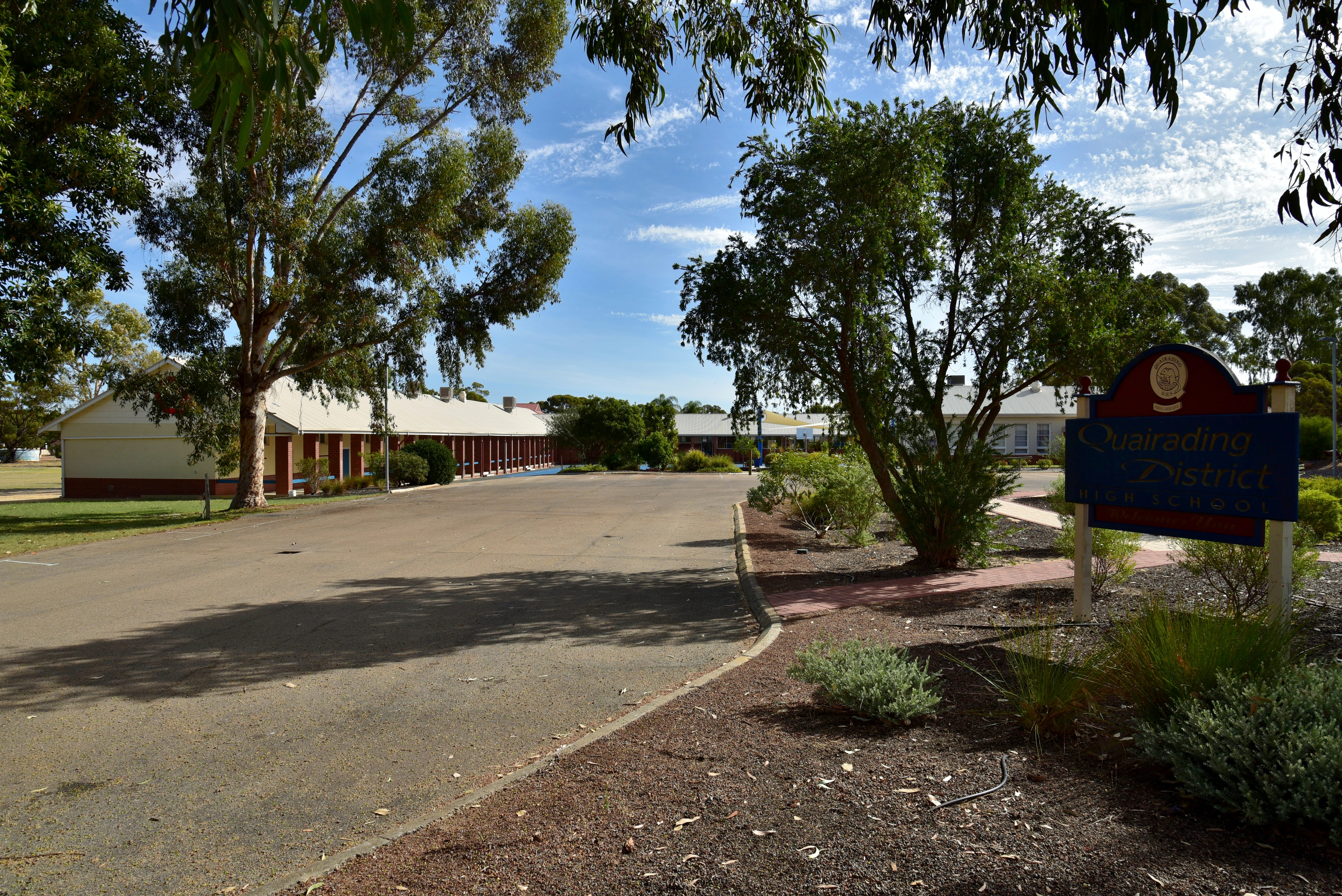
2018年にQuairading、西オーストラリア州Quairading学校であるクウェイラディング地区高校。

#### 独立した学校

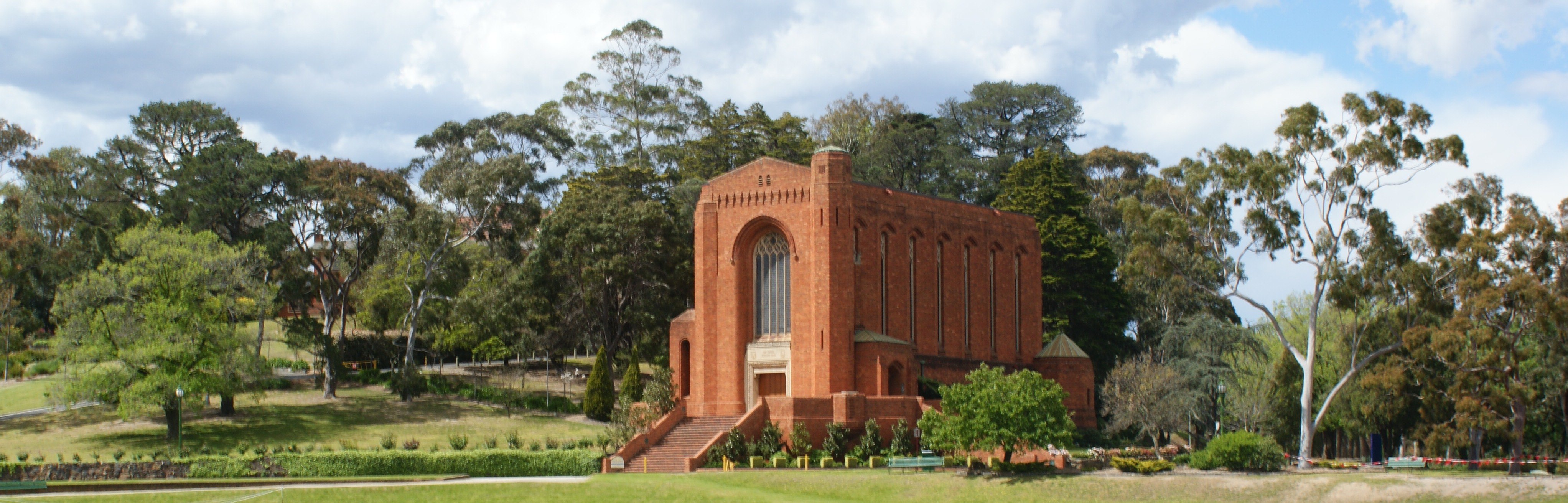
メルボルンのスコッチカレッジにあるチャペル。オーストラリアの有名な独立した学校で、早期学習から12年生までの生徒を登録します。

## オーストラリアの学校教育の問題

### 校内暴力
留学生
ランキング

## OECD生徒の学習到達度調査（Programme for International Student Assessment, PISA）
PISAとは、経済協力開発機構（OECD）による国際的な生徒の学習到達度調査のこと。日本では「国際学習到達度調査」とも言われるが、英語の原文は『国際生徒評価のためのプログラム』である。PISAは、15歳の生徒を対象に、科学的リテラシー、読解力、数学的リテラシーの習熟度を調査する。学校で習得する基本的な知識に加え、それらを自分たちの生活に活かすことができるような発展的な内容も出題される。思考力や応用力を問われるような自由記述問題も出題される。
以下にPISAのオーストラリアの科学的リテラシー、読解力、数学的リテラシーの結果を年代別に示す。3項目全て2位であったシンガポールに比べると、オーストラリアの生徒は数学的リテラシー3年、科学的リテラシーは1年9ヶ月、読解力は1年3ヶ月遅れていることが分かった。
| 年代 | 順位 | 点  | OECD平均 |
| ---- | ---- | --- | -------- |
| 2000 | 7    | 528 | 500      |
| 2003 | 6    | 525 | 500      |
| 2006 | 8    | 527 | 500      |
| 2009 | 10   | 527 | 501      |
| 2012 | 16   | 521 | 501      |
| 2015 | 14   | 510 | 493      |
| 2018 | 17   | 503 | 489      |

| 年代 | 順位 | 点  | OECD平均 |
| ---- | ---- | --- | -------- |
| 2000 | 4    | 528 | 500      |
| 2003 | 4    | 525 | 494      |
| 2006 | 7    | 513 | 492      |
| 2009 | 9    | 515 | 493      |
| 2012 | 14   | 512 | 496      |
| 2015 | 16   | 503 | 493      |
| 2018 | 16   | 503 | 487      |

| 年代 | 順位 | 点  | OECD平均 |
| ---- | ---- | --- | -------- |
| 2000 | 5    | 533 | 500      |
| 2003 | 11   | 524 | 500      |
| 2006 | 13   | 520 | 498      |
| 2009 | 15   | 514 | 496      |
| 2012 | 19   | 504 | 494      |
| 2015 | 25   | 494 | 490      |
| 2018 | 29   | 491 | 489      |

## 各州の教育
ニューサウスウェールズ州の教育
ビクトリア州の教育
クイーンズランド州の教育
西オーストラリア州の教育
南オーストラリア州の教育
タスマニア州の教育

## ノート
- ^[note a] These include: Department of Education, Employment and Training (DEET) (1988), Department of Employment, Education, Training and Youth Affairs (DEETYA) (1996), Department of Education, Training and Youth Affairs (DETYA) (1997), Department of Education, Science and Training (DEST) (2001), Department of Education, Employment and Workplace Relations (DEEWR) (2007), Department of Education (Australia) (2013), Department of Education and Training (Australia) (2014).
- ^[note b]: In Western Australia, the term district high school refers to schools that enrol students from Year K to Year 10.
- ^[note c]: The schools listed here are Catholic schools that are independent and administered by a religious institute. It does not include Catholic schools that are systemically administered by a diocese, Catholic Education Office, or Catholic Education Commission.
- ^[note d]: The South Australian Certificate of Education is also taught in Northern Territory secondary schools, where it is known as the Northern Territory Certificate of Education and Training.[1]
- ^[note e]: Initially six targets were set; with the school attendance target set at a subsequent COAG meeting.[2]
- ^[note f]: The initial target of 95% was set in 2008 with the aim to be achieved by 2013. The target was not achieved and was renewed in December 2015 with the aim to be achieved by 2025.
- ^[note g]: The 2018 NAPLAN data were unavailable at the time of publication of the 2017-18 National Indigenous Reform Agreement Performance data report.